# Peter Roskam
Peter James Roskam, né le 13 septembre 1961 à Hinsdale, est un homme politique américain conservateur et membre du Parti républicain.
Il représente le sixième district de l'Illinois à la chambre des représentants des États-Unis. Auparavant, il a été sénateur dans l'Illinois et a servi à la Chambre des représentants de l'Illinois. Il a été également président du sous-comité des voies et moyens sur la politique fiscale (House Ways and Means Subcommittee on Tax Policy (en)) des États-Unis.

## Enfance, éducation et carrière
Roskam est né à Hinsdale dans l'Illinois (Banlieue de Chicago) ; il est le quatrième de cinq enfants. Il grandit à Glen Ellyn dans la banlieue ouest de Chicago dans l'Illinois).
Diplômé de la Glenbard West High School de Glen Ellyn, il obtient un baccalauréat en science politique à l'Université de l'Illinois à Urbana-Champaign puis un doctorat en droit au Chicago-Kent College of Law.
En 1984, Roskam commence sa vie professionnelle comme professeur d'histoire et de sciences politiques dans les Caraïbes à l'école secondaire All Saints de Saint-Thomas (îles Vierges des États-Unis).
De 1985 à 1986, il entre en politique en devenant assistant parlementaire du député Tom DeLay (R-TX) et de 1986 à 1987 comme assistant législatif du député Henry Hyde,. À la fin des années 1980, il dirige (directeur exécutif) l' Educational Assistance Ltd., un programme de bourse pour enfants défavorisé, fondé par son père en 1982.

En 1992, Roskam est élu à la Chambre des représentants de l'Illinois (de 1993 à 1999). En 2000 il est proposé et retenu par les dirigeants républicains du comté de DuPage pour remplacer Beverly Fawell de retraite dans le sénat d'état de l' Illinois où il sert jusqu'à son élection à la Chambre des représentants des États-Unis.
Roskam est l'un des associés du cabinet d'avocats Salvi, Roskam & Maher, spécialisé dans la réparation blessures corporelles (renommée depuis Salvi & Maher) qui regroupe l'ancien candidat républicain au Sénat Al Salvi et l'ancienne candidate du parti républicaine Kathy Salvi, associés à parts égales dans l'entreprise. Selon le Chicago Tribune  Roskam a gagné plus de 615 000 $ en 2005 en tant qu'avocat à propos de blessures corporelles.
En 2017 (22 février) le Crain's Chicago Business rapporte que Roskam est l'un des trois seuls membres du Congrès de l'Illinois à la fois recevoir des prestations de retraite de l'État de l'Illinois, tout en percevant un chèque de paie en tant que membre de la US House.

## Positions politiques

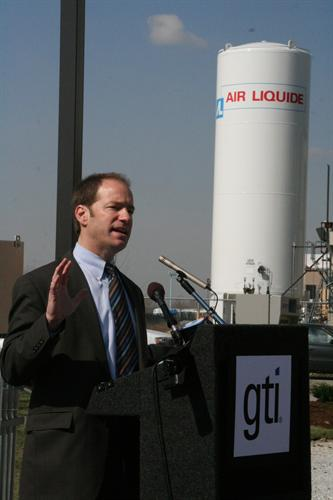
Roskam en représentation publique, à l'inauguration de la 1re station de ravitaillement en hydrogène de l'Illinois

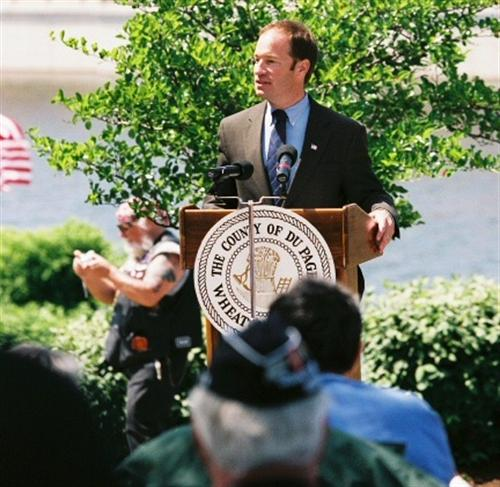
Roskam lors d'une journée du Memorial Day dans le 6e district de Chicago

En 2017 (18 février) il vote (avec son parti, à 98 % des voix au 115e Congrès des États-Unis) en accord avec la position du président Trump dans 100 % des votes,.

## Positions sur la politique intérieure des États-Unis

### Environnement
En 2006, Roskam qualifie la science du climat de "science bidon", et ses votes sont particulièrement "'anti-environnement" selon la "League of Conservation Voters" qui en 2013 lui attribue un taux de vote de 4 % pour les questions environnementales et un score total de 10 %, tombé à 3 % en 2017.
En 2005, il reçoit une note de 67 % du Illinois Environmental Council. En 2004, il a obtenu 100 %, alors qu'en 2003, il a obtenu un score de 40 %.

### Loi sur les armes à feu
Il soutient le lobby des armes à feu et a à ce titre reçoit l'approbation de la National Rifle Association (NRA) en tant que partisan des droits des américains sur les armes à feu. Le 15 juillet 2006, Roskam est ainsi l'invité vedette d'un rassemblement de soutien de la NRA à Addison, dans l'Illinois

### Lois sur la santé
Roskam, sous l'administration Trump a voté pour l'abrogation de la Loi sur les soins à coûts abordables le 04 mai 2017 et a adopté la loi Trump sur les soins de santé de 2017,,.

### Sécurité sociale
Selon un mailing direct envoyé par le Comité national du Congrès républicain (NRCC), Roskam s'est engagé à protéger la sécurité sociale américaine en s'opposant à tous les plans qui réduisent les prestations. Il a déclaré au journal The Hill  qu'il s'oppose à toute mesure qui ajouterait des comptes d'épargne privés ou couperait le programme actuel pour créer un compte privé. Néanmoins il a aussi répondu à un questionnaire de l'Union nationale des contribuables indiquant qu'il «travaillerait et voterait pour le choix de sécurité sociale qui permettra aux jeunes travailleurs d'investir la plupart de leurs impôts sur la sécurité sociale dans des comptes de retraite individuels réglementés».

### Réformes juridiques
Roskam a toujours voté pour la réforme des procès, et a été approuvé par les organisations de réforme pro-délit.
En 1995 lors d'une campagne politique visant à réformer la responsabilité délictuelle en à l'Assemblée de l'Illinois, Roskam a voté pour la mesure en faveur réforme, malgré les promesses contraires qu'il avait faites.

Selon Terrence Lavin, membre de l'Illinois Bar Association dont il  est devenu président en 2003, Roskam avait promis (ainsi qu'Al Salvi) :  "We will never, ever vote for tort reform" ("Nous ne voterons jamais, jamais pour la réforme de la responsabilité délictuelle") tout en sollicitant un don de 25 000 $ à son comité d'action politique. Plus tard, il a remboursé une grande partie de cet argent collecté après avoir finalement voté pour soutenir ces réformes.

Roskam soutient l'ALÉAC Accord de libre-échange d'Amérique centrale (ou CAFTA pour (Dominican Republic-Central America Free Trade Agreement)).

### Problèmes économiques
Concernant la fiscalité Roskam a préconisé de rendre permanentes les réductions d'impôts accordées en 2001 et 2003 ; il a parrainé ou co-parrainé quatorze lois pour réduire les impôts, y compris les crédits d'impôt pour les personnes ayant des enfants et pour réduire l'impôt sur le revenu, déclarant aussi être en faveur d'un crédit d'impôt pour la recherche et développement.

En tant que législateur de l'Assemblée générale de l'Illinois, Roskam a rédigé et appuyé plusieurs lois sur la réduction des impôts. 
En 2005, l'association des Américains pour la réforme fiscale ont nommé Roskam « Héros du contribuable » pour son engagement contre le HB-755 , qui devait se traduire par une augmentation des taxes sur les revenus et les taxes de vente (près de 7 milliards de dollars). Mi-2017, Avec Jesse Hathaway (du Institut Heartland, un think tank libertarien et conservateur), il estime combattre certains abus des contribuables et des propriétaires de petites entreprises tout en voulant limiter les capacités du ministère de la justice à immédiatement prélever les sommes qu'il estime dues sur les comptes bancaires des individus concernés en cas de litiges fiscaux avec l'administration.

En 2010 il a signé un engagement parrainé par l'association Americans for Prosperity par lequel il promet de voter contre toute législation contre le réchauffement climatique qui augmenterait les impôts.
En 2017, Roskam a justifié son vote en faveur de la Loi de 2017 sur les réductions d'impôts et les emplois en déclarant que selon lui «la classe moyenne s'effondre sous le poids de l'actuel code des impôts ».

## Position sur la politique extérieure des États-Unis

### Position sur Cuba
Roskam s'oppose à la normalisation des relations américano-cubaines. Il a accusé l'administration Obama de "complaisance" à l'égard de Cuba et affirmé que la restauration des relations américano-cubaines serait une « récompense légitimant des décennies de régime répressif et dictatorial des Castro ». Selon lui l'accord ayant conduit à la libération de l'entrepreneur américain Alan Gross de la captivité cubaine en échange de la libération de trois Cubains emprisonnés aux États-Unis pour espionnage a été une "dangereuse erreur".

### Position sur Guantanamo
Roskam s'oppose également catégoriquement à la réinstallation prévue du camp de détention de Guantanamo proposée par le président Obama au centre correctionnel de Thompson, dans l'Illinois, jugeant cette décision  «mal avisée" et  "qui sera finalement regrettée".

### Guerre d'Irak
En 2006 (21 septembre) Roskam a déclaré que les États-Unis devraient « maintenir le cap » et que les troupes américaines ne devraient pas rentrer chez elles avant que l'Irak ne soit en sécurité ; il a critiqué le point de vue de son opposant Tammy Duckworth sur le retrait, affirmant que « le Sixième District n'est pas un district dirigé. » 

Le 23 octobre 2006, Roskam a déclaré que c'était une erreur que les États-Unis ne soient pas entrés plus en force en Irak. Plus tard, il a exprimé son soutien aux rapports d'étape trimestriels au Congrès sur la formation des troupes irakiennes. Roskam a soutenu l'escalade de troupes en Irak en 2007, déclarant : « Il y a des rumeurs encourageantes en Irak selon lesquelles Bagdad devient plus sûr, et laissant entendre que l'insurrection est en train de s'atténuer ; ce qui est une période charnière, les Irakiens doivent saisir cette opportunité, pour eux-mêmes afin que nous puissions commencer à réduire notre nombre de troupes sur le terrain »[réf. nécessaire].

### Immigration
Quand le président américain Donald Trump a signé un ordre exécutif suspendant le programme américain d'admission des réfugiés (United States Refugee Admissions Program ou USRAP)) et suspendre l'entrée des ressortissants étrangers de sept pays dont la population est principalement de musulmane, Roskam a déclaré que « la mise en œuvre de cette mesure était chaotique ».
Dans des interviews accordées à la radio publique nationale, il a exprimé son opposition à la loi de 2007 sur la réforme de l'immigration et précisé qu'il a soutenu le projet de loi sur la réforme de l'immigration HR 4437, la loi sur la protection des frontières, la lutte contre le terrorisme et l'immigration clandestine. Au cours de ces entretiens, il a aussi affirmé que sa circonscription politique ne soutenait pas l'amnistie et souhaitait renforcer la sécurité frontalière,.

## Positions sur les sujets sociétaux

### Avortement
Roskam se montre politiquement très hostile au droit à l'avortement en estimant que l'avortement doit être interdit, avec une seule exception : les cas où la vie de la mère est menacée, ne souffrant selon lui aucune autre exception, pas même les cas de viol ou d'inceste.

### Législation sur le Cannabis
Roskam a obtenu la note «D» de l'association National Organization for the Reform of Marijuana Laws (NORML) pour ses antécédents de vote concernant les causes liées au cannabis.

Il s'oppose aux usages du Cannabis, y compris à l'accès des vétérans aux usages médicaux de la marijuana même quand elle est recommandée par le médecin de l'administration chargée de la santé des vétérans (Veterans Health Administration) et y compris si cela est légal à des fins médicalesc dans leur état de résidence

### point de vue sur l'homosexualité & les aspects LGBT
En 2017 Roskam s'est exprimé contre le droit au mariage des homosexuel.

### R&D sur les Cellules souches
Roskam soutient la recherche sur les cellules souches (adultes et ombilicales) mais il a plaidé contre toute recherche utilisant des cellules souches embryonnaires au Sénat de l'Illinois, y compris si elle est entièrement financée par le secteur privé, et il a voté contre le Stem Cell Research Enhancement Act.